# Charles City, Iowa
Charles City là một thành phố thuộc quận Floyd, tiểu bang Iowa, Hoa Kỳ. Năm 2010, dân số của thành phố này là 7652 người.

## Dân số
Dân số qua các năm:
- Năm 2000: 7812 người.
- Năm 2010: 7652 người.